# Serbî, Iemilciîne
Serbî (în ucraineană Серби) este localitatea de reședință a comunei Serbî din raionul Iemilciîne, regiunea Jîtomîr, Ucraina.

## Demografie
Componența lingvistică a localității Serbî
     Ucraineană (98,9%)
     Alte limbi (0,94%)
Conform recensământului din 2001, majoritatea populației localității Serbî era vorbitoare de ucraineană (98,9%), existând în minoritate și vorbitori de alte limbi.